# Tina Fuentes i Fache
Florentina Fuentes i Fache, més coneguda com a Tina Fuentes, (Valls, 16 d'agost de 1984 –Caldes de Montbui, 24 d'agost de 2018) fou una nedadora de natació sincronitzada catalana; integrà l'època més brillant d'aquesta disciplina i participà en els Jocs Olímpics d'Atenes de 2004. Era germana de la també nedadora Andrea Fuentes.
Formada en l'important Club Natació Kallípolis, formà part del Dream Team sorgit d'aquest planter, juntament amb Gemma Mengual, Ona Carbonell i la seva germana Andrea Fuentes. Va debutar al Campionat d'Europa de natació de 2002 i posteriorment va ser seleccionada per Anna Tarrés per formar part de l'equip olímpic espanyol en el Campionat del Món de natació de 2003 i els Jocs Olímpics d'Estiu de 2004.
Morí el 24 d'agost de 2018 a causa d'un càncer.

## Palmarès
- Medalla de plata per equips en el Campionat d'Europa de natació de 2002.[5]
- Medalla de plata per equips en el Campionat del Món de natació de 2003.[5]
- Quart lloc per equips en els Jocs Olímpics d'Atenes 2004.[5]
- Medalla de plata en rutina tècnica i medalla de bronze en modalitat lliure en el Campionat del Món de natació de 2007.[5]